# Kirsten Zickfeld
Kirsten Zickfeld, née en 1971 à Sarrebruck, est une physicienne du climat allemande qui est maintenant basée au Canada. Elle est l'un des auteurs du rapport spécial du Groupe d'experts intergouvernemental sur l'évolution du climat (GIEC) sur le réchauffement climatique de 1,5 °C (SR15).

## Biographie

### Enfance, éducation et débuts
Zickfeld obtient une maîtrise ès sciences en physique à l'Université libre de Berlin en 1998, suivie d'un doctorat en physique à l'Université de Potsdam en 2004,,,,,. Par la suite, Zickfield mène des recherches post-doctorales sur le climat au Potsdam Institute for Climate Impact Research, à l'Université de Victoria et au Centre canadien de modélisation et d'analyse du climat.

### Carrière
Depuis 2010, Zickfeld mène des recherches en tant que professeur de sciences du climat à l'Université Simon Fraser, à Burnaby, en Colombie-Britannique. Ses recherches portent sur divers aspects du changement climatique, notamment les stratégies d'atténuation telles que les technologies d'émissions négatives,,,. Elle est l'un des deux auteurs canadiens, et l'un des 91 auteurs, du rapport spécial du Groupe d'experts intergouvernemental sur l'évolution du climat (GIEC) sur le réchauffement climatique de 1,5 °C (SR15),,,.
Les recherches de Zickfeld figurent plus de 3 800 fois et ont un indice h et un indice i10 de 30 et 44 respectivement. Elle reçoit un Prix du président 2019 pour le leadership en développement durable de l'Université Simon Fraser.

## Prix et récompenses
2019: Prix pour le leadership en développement durable de l'Université Simon Fraser.